# Ivo Stefanoni
Ivo Stefanoni (født 5. juni 1936 i Mandello del Lario) er en italiensk tidligere roer, olympisk guldvinder og tredobbelt europamester.
Stefanoni deltog som styrmand sammen med roerne Alberto Winkler, Angelo Vanzin, Franco Trincavelli og Romano Sgheiz i firer med styrmand ved OL 1956 i Melbourne. Italienerne vandt både deres indledende heat og semifinale sikkert, og i finalen førte italienerne hele vejen og sejrede med tre sekunder foran Sverige, mens Finland sikrede sig bronze.
Fire år senere, ved OL 1960 på hjemmebane i Rom, deltog han i samme disciplin, denne gang som makker til Trincavelli, Sgheiz, Fulvio Balatti og Giovanni Zucchi. Italienerne vandt deres indledende heat i olympisk rekordtid, som dog blev forbedret af tyskerne i næste heat. Italienerne og tyskerne vandt derpå hver deres semifinale, og i finalen var tyskerne bedst og sikrede sig guldet, mens Frankrig vandt sølv og italienerne bronze.
Ved OL 1964 i Tokyo var Stefanoni styrmand i den italienske otter, der blev nummer seks.
Stefanoni vandt desuden tre EM-guldmedaljer i otter, i henholdsvis 1957, 1958 og 1961.

## OL-medaljer
- 1956:  Guld i firer med styrmand
- 1960:  Bronze i firer med styrmand